# The Battle of Chickamauga
The Battle of Chickamauga est un jeu vidéo de type wargame  développé par Worlds to Conquer et publié par Game Designers' Workshop en 1985 sur Atari 8-bit. Le jeu simule la bataille de Chickamauga de la guerre de Sécession qui oppose l’armée Confédérée à celle de l’Union en Géorgie en septembre 1863,. Il se joue au clavier ou au joystick, seul contre le programme ou à deux, sur le même ordinateur ou par e-mail. Il propose de plus différents niveaux de difficulté et plusieurs options qui permettent notamment d’activer ou non la prise en compte du moral des troupes, de leur niveau de fatigue et des problèmes de communications dans la résolution des combats,. Le jeu se déroule au tour par tour, une partie durant 13 tours au total, qui s’étalent entre le 19 et le 20 septembre 1863. Chaque tour est composé de deux phases : une phase qui permet de donner des ordres aux unités, puis une phase pour la résolution des mouvements et des combats. La partie se déroule sur une carte divisée en cases hexagonales sur laquelle sont représentés les unités et différents types de terrains.